# یاما قالوا
«یاما قالوا» آلبومی از هنرمند اهل لبنان نوال زغبی است که در سال ۲۰۰۶ میلادی منتشر شد.